# Дървото на налъмите
„Дървото на налъмите“ (на италиански: „L'albero degli zoccoli“) е филм на Ермано Олми от 1978 година по негов сценарий, с участието на непрофесионални актьори.

## Сюжет
Четири селски семейства, работещи за един и същ хазяин, се мъчат за оскъдното си съществуване през 1898 г. в Провинция Бергамо. Децата са родени, засадени са култури, животните са заклани, двойките са омъжени, историите и молитвите се обменят в общата селска къща на семействата. Едно от семействата е принудено да напусне земята от разгневения хазяин, който разбира, че един от селяните е отрязал дърво без разрешение, за да направи нови налъми на сина си. Останалите семейства ги наблюдават как напускат имението, молейки се за тях и разпознавайки собственото си крехко съществуване.

## В ролите
| Изпълнител          | Роля              |
| ------------------- | ----------------- |
| Луиджи Орнаги       | Батисти           |
| Франческа Мориджи   | Жената на Батисти |
| Омар Бриньоли       | Минек             |
| Антонио Ферари      | Тонино            |
| Тереза Брешанини    | Вдовицата Рунк    |
| Джузепе Бриньоли    | Дядо Анселмо      |
| Карло Рота          | Пепино            |
| Паскуалина Бролис   | Терезина          |
| Масимо Фратус       | Пиерино           |
| Франческа Вила      | Анета             |
| Мария Грация Кароли | Бетина            |
| Батиста Треваини    | Финард            |
| Джузепина Сангалети | Жената на Финард  |
| Лоренцо Педрони     | Дядо Финард       |
| Феличе Черви        | Усли              |

## Награди
- 1978 Печели „Златна палма“ на филмовия фестивал в Кан